# خاطرات یک سامورایی
خاطرات یک سامورایی (انگلیسی: A Samurai Chronicle) (به ژاپنی: 蜩ノ記』ひぐらしのき) یک فیلم ژاپنی به کارگردانی تاکاشی کوئیزومی است که در سال ۲۰۱۴ منتشر شد. از بازیگران آن می‌توان به کوجی یاکوشو اشاره کرد.